# بوينغ 314
بوينغ 314  (بالإنجليزية: Boeing 314)‏ هي طائرة قارب طويلة‘ أنتجها شركة بوينغ للطائرات بين عامي 1938 و 1941، في الولايات المتحدة. من صناعة بوينغ لصناعة الطائرات التجارية. كانت تستخدم بشكل أساسي من قبل خطوط بان أمريكان العالمية. كان أول طيران لها في يونيو 7, 1938. دخلت الخدمة في 1939، انتهت خدمتها في 1946. صنع منها 12 طائرة.
كانت واحدة من أكبر الطائرات في ذلك الوقت، وثبت عليها أجنحة ضخمة كانت تستخدم في نموذج قاذفة القنابل التي سبقتها من نوع من بوينغ إكس بي-15 (XB-15)، وذلك لتحقيق المدى اللازم لطيران الرحلات الجوية عبر المحيط الأطلسي والمحيط الهادئ المحيطات. بني منها اثني عشر طائرة شركة بانام. تم نقل تسعة إلى الجيش الأمريكي. وتم بيع ثلاثة إلى شركة الخطوط الجوية البريطانية لما وراء البحار خلال معركة بريطانيا (1940) وتم سليمها في وقت مبكر 1941.
.

## المستخدمون
- خطوط بان أمريكان العالمية
- شركة الخطوط الجوية البريطانية لما وراء البحار
- بحرية الولايات المتحدة